# 刘婕妤 (李渊)
刘婕妤（?—?），唐朝妃嬪，唐高祖李渊的婕妤。

## 生平
唐朝分二十七世妇（婕妤、美人、才人），婕妤九人。
武德五年（622年）左右，刘婕妤生子李元庆，即高祖第十六子。
武德六年（623年），李元庆封汉王。武德八年（625年），李元庆改封陈王。
唐太宗贞观十年（636年），李元庆封道王。
刘婕妤在唐高祖驾崩後，尊为道国太妃。李元庆事母刘婕妤孝顺，刘婕妤去世后，李元庆请求亲自为母亲修建坟墓，唐高宗安慰未许。